# H-groupe
Ne pas confondre avec la notion de Groupe d'homotopie.
En mathématiques, un h-groupe est un espace topologique pointé muni d'une multiplication (ou loi de composition interne) et d'une application dans lui-même (jouant le rôle d'inverse) satisfaisant des relations similaires à celles qui définissent les groupes mais à homotopie près.
Cette structure généralise ainsi à la fois celle de groupe topologique et celle de h-espace. Elle permet d'étudier certaines propriétés des espaces de lacets.

## Définition
Un h-groupe est un espace topologique {\displaystyle X} pointé muni de deux applications continues : une « multiplication »
{\displaystyle {\begin{array}{rccc}\mu \colon &X\times X&\to &X\\&(x,y)&\mapsto &x\bullet y\end{array}}}
et une « inverse »
{\displaystyle \iota \colon X\to X}
telles que 
- le point de base {\displaystyle e} est neutre pour la multiplication et invariant par l'inverse ;
- la multiplication par le point de base (à gauche comme à droite) est homotope à l'identité relativement au point de base ;
- la multiplication est associative à homotopie près relativement au point de base, c'est-à-dire que les applications suivantes sont homotopes relativement au triplet {\displaystyle (e,e,e)} :
{\displaystyle (x,y,z)\mapsto (x\bullet y)\bullet z\qquad \sim \qquad (x,y,z)\mapsto x\bullet (y\bullet z)} ;
- la multiplication (à gauche comme à droite) de l'identité par l'inverse est contractile au point de base.

## Exemple fondamental
Pour tout espace topologique {\displaystyle X}, son espace des lacets {\displaystyle \Omega X} est un h-groupe pour la concaténation des lacets (éventuellement normalisée si l'espace source des lacets est le segment {\displaystyle [0;1]}).

## Propriétés
- L'ensemble des applications continues d'un espace topologique vers un h-groupe forme lui-même un h-groupe.
- L'ensemble des composantes connexes (par arcs ou non) d'un h-groupe est un groupe.
- L'ensemble des classes d'homotopie d'applications d'un espace topologique vers un h-groupe forme donc un groupe.